# Renzo Montagnani
Renzo Montagnani (ur. 11 września 1930 w Alessandrii, zm. 22 maja 1997 w Rzymie) – włoski aktor filmowy, teatralny i dubbingowy.
Aktor znany polskim widzom przede wszystkim z charakterystycznej roli pułkownika Farèsa w słynnej komedii z Louisem de Funèsem Przygody rabina Jakuba (1973; reż. Gérard Oury). We Włoszech zasłynął m.in. udziałem w latach 70. w popularnych wówczas komediach erotycznych, w których partnerowała mu gwiazda tego filmowego gatunku Edwige Fenech.
Zmarł 22 maja 1997 w swoim domu w Rzymie na raka płuc w wieku 66 lat. 

## Wybrana filmografia
- Siedmiu braci Cervi (1967) jako Ferdinando Cervi
- Faustyna (1968) jako Quirino Ceccarelli, mąż Faustyny
- Metello (1970) jako Paldo, ojciec Metello
- Kiedy kobiety miały ogony (1970) jako Maluc
- Kiedy kobiety straciły ogony (1972) jako Maluc
- Number one jako Vinci
- Masakra w Rzymie (1973) jako Pietro Caruso
- Przygody rabina Jakuba (1973) jako Farès
- Nietknięta żona (1975) jako Federico
- Lekcje prywatne (1975) jako Giulio
- Rodzinne grzechy (1975) jako Carlo
- Korzenie mafii (1976; miniserial TV) jako Antonio Mastrangelo
- Podróże z Anitą (1979) jako Teo
- Prezent (1982) jako emir Fajsal
- Moi przyjaciele II (1982) jako Guido Necchi
- Bądźcie dobrzy, jeśli potraficie (1983) jako diabeł
- Moi przyjaciele III (1985) jako Guido Necchi